# Fnöske

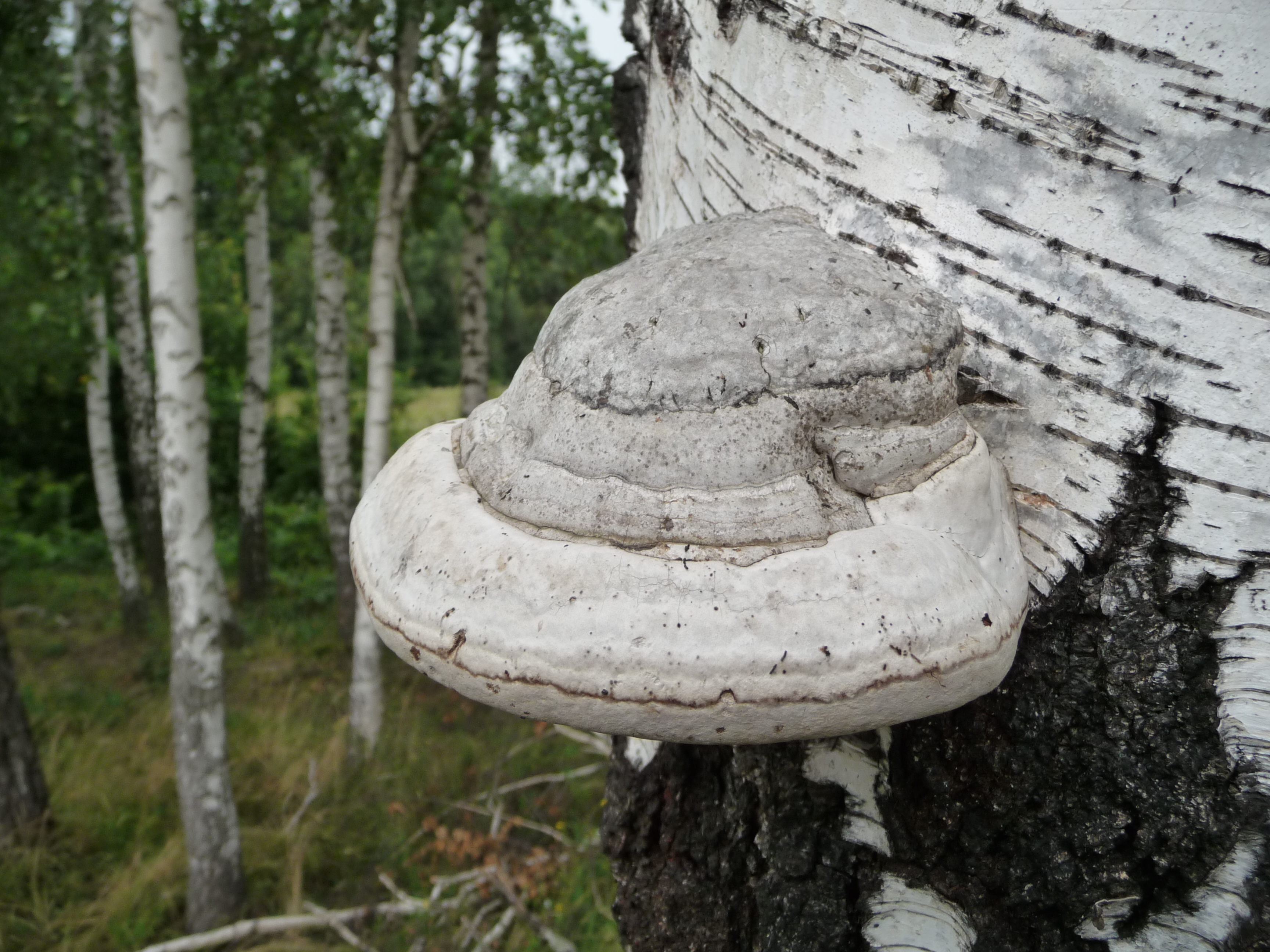
Fnöskticka, Fomes fomentarius.

Fnöske är ett läderaktigt, lättantändligt material som framför allt framställs från tickor men även annat liknande material. Den vanligast använda arten har namnet fnöskticka. Fnöske har huvudsakligen haft tre användningsområden: eldslagning, sjukvård och kläder.

## Fnösketillverkningens historia
Fnöske har sedan stenåldern använts för att fånga upp gnistor vid eldslagning. Fynd av både fnöske och fnösktickor har gjorts också i Norden vid utgrävningar från stenåldern. Ett bra bevis utgjorde annars fyndet på 1990-talet av Ismannen. Han levde omkring år 3300 f.Kr., under den period som kallas kopparstenåldern. Ismannen hade med sig en läderpung med några flintredskap, fnöske och svavelkis, att användas till eldslagning ifall den medburna glöden skulle slockna.
Första gången som fnöske omnämns i litteraturen, är i encyklopedin Naturalis Historia av romaren Plinius den äldre som levde år 23-79 e. Kr.
Fnösktickan sågs fordom som en verklig nyttoväxt, som man gärna odlade, förutom att plocka i skogen. I Sverige planterades gärna lövträd nära gårdar och byar, framför allt oxel, som ger extra stora tickor. I Danmark planterades bok på fuktiga ställen, och när plantan vuxit i några år, böjdes toppen till marken och förankrades. På så sätt fick man bågar som växte sig grova, och behövde ingen stege när det blev dags att skörda.
Under 1800-talet fanns stora tillverkare av fnöske i nuvarande Tyskland, i Augsburg, Frankfurt am Main, Nürnberg, Strasburg och Ulm. Ulm hade fabriker som levererade fnöske till stora delar av Europa. Deras produkt kallades Ulmer Schwamm. Också från Sverige gick fnöske på export, men det svenska fnösket var hårdare och grövre än det porösa och fina från Böhmen.
Vid 1800-talets fnöskefabriker kunde en stor tickas fnöske bankas ut till ungefär 1 meter x 0, 5 meter x 1,5 centimeter. En duktig arbetare kunde klara av att banka 2-3 kilogram svamp per arbetsdag.

### Ulmer Schwamm
Vid fnöskefabrikerna i Tyskland tillverkades åtminstone fem olika sorters fnöske.
1. Gul eller brun fnöske
2. Svart fnöske
3. Pulverfnöske (med inblandning av krut)
4. Fnöskpapper[12][13]
5. Vit fnöske

## Lämpliga svampar
Den vanligast använda svampen för tillverkning av fnöske är fnösktickan, Fomes fomentarius, som också kallas glödticka. Det är en vitrötesvamp som påträffas på de flesta lövträd, men är allmän endast på bok och björk, för vilka den är en svår skadegörare.
Även arterna klibbticka, platticka, grovticka och olika arter av eldticka går bra att använda till fnöske. Eldtickan, Phellinus igniarius, är en ticka som parasiterar på sälg och björk. Klibbtickan, Fomitopsis pinicola växer normalt på döda barrträd. Plattickan Ganoderma applanatum frodas på både barr- och lövträd. Grovtickan Phaeolus schweinitzii växer på gran och har använts av åtminstone en urfolksstam i Alaska som fnöske. Vidare har sprängticka, Inonotus obliquus, och Phellinus gilvus använts för att göra fnöske.
Fnöske kan dessutom erhållas genom att behandla ett flertal örter. Vanligaste art vid örtframställning är kungsljuset, Verbascum thapsus, där luddet på bladens undersidor används, men hästhoven, Tussilago farfara, har också varit bas för framställning av fnöske.

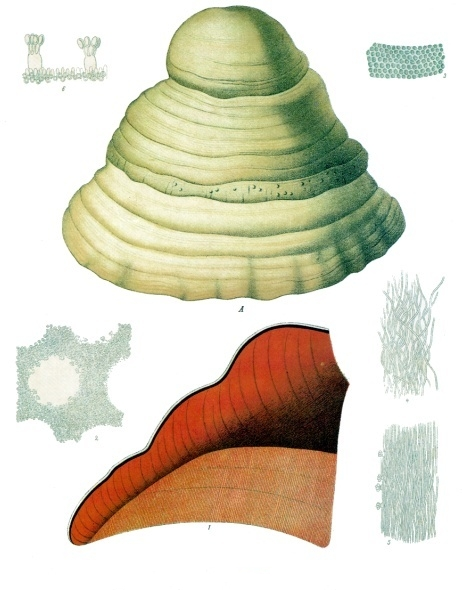
Fnöskticka med genomskärningsbild

## Tillverkning
Fnöske tillverkas av tickans fruktkropp genom kokning, torkning och utbankning. Tickorna växer på trädstammar av olika slag, beroende på vilken art av ticka som ska plockas. Med en vass kniv skärs det hårda, ljusa skalet bort från ovansidan av svampen. Det är hattskorpan, porlagret och mycelkärnan som tas bort. Precis innanför skalet finns ett ljusbrunt, läderartat lager och det är av detta man gör fnöske. 
Materialet från det inre av fruktkroppen skivas så tunt som möjligt. I färskt tillstånd kan materialet bearbetas direkt, annars behövs blötläggning. Bäst är därför att lämna tickorna på trädet tills det är dags att tillverka fnösket.
Skivorna kokas sedan traditionellt i lika delar vatten och pottaska. I modern tid har kaliumnitrat (salpeter) istället börjat användas vid kokningen, vilket ger bättre effekt. Den produkt som då erhålls kallas luttrat fnöske.
Efter kokningen bultas skivorna ut med träklubba eller manglas ut så att de blir som stora tunna cornflakes. När de torkat helt är de färdiga att användas, har en tygliknande konsistens och liknar närmast bitar av sämskskinn. De är dock lättare och något brunare i färgen.
Det bästa fnösket framställs från tickans toppdel.

### Eldmakande
För att göra upp eld med fnöske slår man gnistor med eldstål och flinta. Bara en liten bit av fnösket används. Fnösket rivs i kanten för en luddig yta som lättare fångar upp gnistorna. Gnistorna samlas upp i fnösket, så att det börjar glöda. Det glödande fnösket läggs gärna ihop med torrt gräs och enbark i en näverrulle. Därefter blåser man i näverrullen tills lågorna slår upp.

## Andra användningsområden
Förutom vid eldslagning har fnöske haft ett antal andra användningsområden.

### Inom sjukvården
I den samiska folkmedicinen hade fnöske en given plats. Små stycken av fnöske antändes och placerades på bölder eller ställen där man hade ont. Det kallades att bränna tunder. Tunder kunde också brännas utanför kroppen, på till exempel en sten eller ett träd.
Fnöske har också använts som blodstillande medel för sår. Genom kapillärkraften sugs blodplasma upp i det torra fnösket och de röda blodkropparna koagulerar snabbare.
Fnöske såldes på apoteken fram till 1900-talets början, under namnet Fungus chirurgorum.

### Fnöske till kläder
Av det skinnliknande materialet gjorde man förr också kläder. På Livrustkammaren i Stockholm finns en mössa och en rock, som båda är tillverkade av fnöske. De är från början av 1700-talet. Ända in på 1900-talet tillverkades kläder av fnöske i Mellaneuropa.

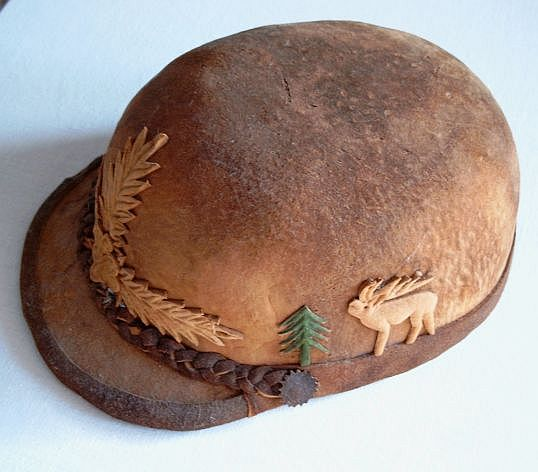
Rumänsk hatt gjord av fnöskticka.

### Övrig användning
Fnösktickan kan användas till att färga garn. Ullgarn betat med vinsten och tennsalt ger en guldbrun färg.
Inuti angripna träd bildas emellanåt långa vita mycelhudar, som ”brinner” lika långsamt som fnöske. Dessa har använts som stubintråd.
Fnöske har också använts för att torka fiskeflugor av samma skäl som det använts för blodstillning – för dess kapillärkraft, som har en starkt sugande förmåga.
Tickor har av samerna används även som bekämpningsmedel mot mygg. De gjorde ett hål genom skalet på ovansidan och tände eld så att fnösket sakta glödde och lämnade  en rök som myggorna ogillade. Den påminner om den rök som gröna myggspiraler ger.

## Namn och uttryck
Begreppet brinna som fnöske finns belagt i svenska språket så långt tillbaka som 1538. Ordet härleds tillbaka till fnusk (”murket trä”), möjligen också tillbaka på det urnordiska fnausk.
Ordet har också härletts tillbaka till det isländska fnjóskr. En vanlig teori är att ordet är av ljudhärmande ursprung och syftar på ljudet vid förbränning.
Engelskan har lånat in franskan och talar om amadou. Detta är inte äldre i skrift än 1815, och användes vid introduktionen av den tyska produkten från fnöskefabrikerna. Det franska ordet är härlett från amadouer, ”att locka”. Det anses leda tillbaka till fornnorskans mata, ”mata, föda”.

### ”Brinna som fnöske”
Fnöske brinner normalt inte. Uttrycket "det brinner som fnöske" är med andra ord felaktigt. I stället glöder fnöske mycket bra och det är därför man använder det för att "fånga upp" gnistorna när man till exempel slår eld med flinta och stål.